# Distrito de Chibombo
Chibombo es distrito de Zambia, en la provincia Central. Según el censo de 2010 contaba con una población de 303 519 habitantes. Su capital es la ciudad de Chibombo. Cuenta con buenas tierras de cultivo al norte de Lusaka.